# Ranunculus constantinopolitanus
Ranunculus constantinopolitanus là một loài thực vật có hoa trong họ Mao lương. Loài này được (DC.) d'Urv. miêu tả khoa học đầu tiên năm 1822.